# Brunn (Mecklemburgo-Pomerânia Ocidental)
Brunn é um município da Alemanha, situado no distrito do Planalto Lacustre de Meclemburgo, no estado de Meclemburgo-Pomerânia Ocidental. Tem 47,68 km² de área, e sua população em 2019 foi estimada em 1.038 habitantes.